# Hyalina cineracea
Hyalina cineracea är en snäckart som först beskrevs av Dall 1889.  Hyalina cineracea ingår i släktet Hyalina och familjen Marginellidae. Inga underarter finns listade i Catalogue of Life.